# Generał Zaruski
Die Generał Zaruski ist eins der ältesten aktiven polnischen Segelschiffe. Sie segelt zu Ausbildungsfahrten hauptsächlich in der Ostsee, hat aber auch bereits Reisen in Polargewässer unternommen.

## Geschichte
1938 gab der Polnische See- und Kolonialbund auf Initiative von General Mariusz Zaruski den Bau in Auftrag. 1939 erfolgte der Baubeginn auf der schwedischen Werft B. Lunds Skeeps & Yachtvarv in Ekenäs bei Kalmar. 1940 musste die Yacht aufgrund unbezahlter Baukosten an den zu diesem Zweck gegründeten Verein Colbus verkauft werden. Im Juni 1940 fand der Stapellauf statt und es wurde mit dem Innenausbau und den Segelarbeiten begonnen. Im Oktober 1940 verkaufte der Verein die fertige Yacht (noch ohne Motoren) für 40.000 Kronen an die schwedische Segelschule. Den Krieg verbrachte die Yacht unter dem Namen Kryssaren in schwedischen Hoheitsgewässern.
Nach dem Krieg wurde die Yacht 1946 nach Polen zurückgeschleppt, wo sie ihren ursprünglichen Namen General Zaruski erhielt und vom reaktivierten Polnischen See- und Kolonialbund übernommen wurde. Neuer Hafen wurde Ustka. Die erste Fahrt auf der Ostsee fand im September 1946 statt.
Im August 1950 wurde das Schiff in Młoda Gwardia (Junge Garde) umbenannt. 1957 erfolgte eine Namensänderung in Mariusz Zaruski (noch ohne den Zusatz General). Im Juni besuchte sie zusammen mit der Zew Morza Narvik.
1969 bekam sie den heutigen Namen General Zaruski.
1975 unternahm sie eine Fahrt nach Spitzbergen und erreichte als erstes polnisches Segelschiff die polnische Forschungsstation Hornsund.
Von Mitte der 1990er Jahre bis 2003 wurde es an eine Privatperson verchartert, die hauptsächlich Fahrten mit Jugendlichen durchführte. Aufgrund fehlender Reparaturen verlor es die PRS-Klasse, wurde außer Dienst gestellt und renoviert, was aber durch den Rückzug des Hauptsponsors, der polnischen Post, unterbrochen wurde.
2005 fand die Stiftung Kompania Morska in Schweden die Konstruktionszeichnungen der Yacht Kaparen, die der Prototyp für die General Zaruski war und übergab sie dem Polnischen Schiffahrtsmuseum in Danzig.
2008 kaufte die Stadt Danzig das Segelschiff für 150.000 Złoty. 2009 wurden auch die auf der ursprünglichen Werft Bertil Lund gefundenen Originalzeichnungen und Baupläne der General Zaruski nach Polen gebracht.
Ab Ende 2010 begann die Schiffsreparatur auf der Danziger Werft Remontowa. Am 5. Dezember 2011 fand der Stapellauf des Rumpfs statt. Am 30. Oktober 2012 wurde das Schiff mit Hissen der Flagge in Anwesenheit des Präsidenten der Republik Polen, Bronisław Komorowski, in Dienst gestellt.

## Heutige Nutzung
Die General Zaruski dient als Repräsentant der Hansestadt Danzig und wird für Sail Training genutzt.